# Jadian Lama
Jadian Lama is een bestuurslaag in het regentschap Lahat van de provincie Zuid-Sumatra, Indonesië. Jadian Lama telt 377 inwoners (volkstelling 2010).